# Mittenwalde (Dahme-Spreewald)
Mittenwalde (in basso sorabo Chudowina) è una città di 10 084 abitanti del Brandeburgo, in Germania.

Appartiene al circondario di Dahme-Spreewald.

## Storia
Nel 2003 vennero aggregati alla città di Mittenwalde i soppressi comuni di Brusendorf, Gallun, Motzen, Ragow, Schenkendorf, Telz e Töpchin.

## Monumenti e luoghi d'interesse
Chiesa parrocchiale di San Maurizio (Pfarrkirche St. Moritz)Basilica a tre navate, iniziata nel Duecento e compiuta nel Quattrocento; nel 1877-78 alla torre fu aggiunto un coronamento neogotico progettato da Johann Eduard Jacobsthal.
Berliner TorPorta urbica sulla strada per Berlino in stile gotico baltico della fine del Quattrocento.
Cappella dell’ospedale di San Giorgio (Spitalkapelle St. Georg)Cappella costruita nel 1394, fuori dalla città murata lungo la strada per Berlino.

## Geografia antropica

### Suddivisioni amministrative
Mittenwalde è suddivisa in 8 zone (Ortsteil), corrispondenti alla città e alle frazioni di Brusendorf, Gallun, Motzen, Ragow, Schenkendorf, Telz e Töpchin.

## Società

### Evoluzione demografica
- Sviluppo della popolazione dal 1875 entro gli attuali confini (Linea Blu: Popolazione; Linea puntata: Confronto dello sviluppo della popolazione dello stato del Brandenburgo; Sfondo grigio: Ai tempi del governo nazista; Sfondo rosso: Al tempo del governo comunista)
- Sviluppo recente della popolazione (Linea blu) e previsioni

| Anno | Abitanti |
| ---- | -------- |
| 1875 | 5 207    |
| 1890 | 6 869    |
| 1910 | 8 071    |
| 1925 | 7 902    |
| 1933 | 7 854    |
| 1939 | 9 461    |
| 1946 | 9 028    |
| 1950 | 9 076    |
| 1964 | 7 411    |
| 1971 | 7 195    |
| 1981 | 6 224    |

| Anno | Abitanti |
| ---- | -------- |
| 1985 | 6 064    |
| 1989 | 5 800    |
| 1990 | 5 697    |
| 1991 | 5 584    |
| 1992 | 5 587    |
| 1993 | 5 576    |
| 1994 | 5 937    |
| 1995 | 6 522    |
| 1996 | 7 071    |
| 1997 | 7 589    |

| Anno | Abitanti |
| ---- | -------- |
| 1998 | 7 877    |
| 1999 | 8 220    |
| 2000 | 8 410    |
| 2001 | 8 536    |
| 2002 | 8 547    |
| 2003 | 8 640    |
| 2004 | 8 699    |
| 2005 | 8 664    |
| 2006 | 8 684    |
| 2007 | 8 663    |

| Anno | Abitanti |
| ---- | -------- |
| 2008 | 8 683    |
| 2009 | 8 710    |
| 2010 | 8 724    |
| 2011 | 8 658    |
| 2012 | 8 663    |
| 2013 | 8 734    |
| 2014 | 8 774    |
| 2015 | 8 898    |
| 2016 | 8 950    |
| 2017 | 9 104    |

| Anno | Abitanti |
| ---- | -------- |
| 2018 | 9 140    |
| 2019 | 9 269    |
| 2020 | 9 428    |

Fonti dei dati sono nel dettaglio nelle Wikimedia Commons..